# New Milford, Illinois
New Milford là một làng thuộc quận Winnebago, tiểu bang Illinois, Hoa Kỳ. Năm 2010, dân số của làng này là 697 người.

## Dân số
Dân số qua các năm:
- Năm 2000: 541 người.
- Năm 2010: 697 người.